# Aurinia cyclocarpa
Aurinia cyclocarpa là một loài thực vật có hoa trong họ Cải. Loài này được (Boiss.) Czerep. mô tả khoa học đầu tiên năm 1981.